# Afak
Afak (arab. عفك, ‛Afak) – miasto w południowym Iraku, w muhafazie Al-Kadisijja. Liczy około 52 tys. mieszkańców.